# Репин, Виктор Сергеевич
Виктор Сергеевич Репин (1 января 1943 года — 2 декабря 2007 года) — советский и российский юрист, доктор юридических наук, профессор, президент Московской городской нотариальной палаты (МГНП).

## Биография
Более 20 лет проработал в Министерстве юстиции РСФСР (РФ); в последнее время работы в Министерстве — начальник Управления юридической помощи Минюста РФ, Государственный советник юстиции Российской Федерации 3-го класса.
По роду своей работы в Минюсте курировал нотариат, являлся одним из разработчиков Основ законодательства Российской Федерации о нотариате, принятых 11 февраля 1993 года и действующих (с изменениями и дополнениями) до сих пор.
В апреле 1993 г. получил лицензию на право нотариальной деятельности № 000025. В том же месяце приказом Управления юстиции г. Москвы № 01-ч назначен на должность нотариуса г. Москвы, занимающегося частной практикой.
В 1994—1996 гг. — Президент Федеральной нотариальной палаты (ФНП).
В 1996 г. из-за внутренних разногласий в ФНП покидает пост Президента.
В 1997—1999 гг. возглавлял НКО «Московская нотариальная палата» (МНП) (параллельную, «альтернативную» МГНП нотариальную палату). МГНП и МНП (объединявшая 250 «частных» нотариусов) находились в состоянии конфликта, при этом Управление юстиции г. Москвы поддерживало именно МНП.
19 мая 1998 г. Конституционный Суд РФ принимает Постановление № 15-П, из которого следует, что, ввиду наличия у нотариусов, занимающихся частной практикой, публично-правовых функций, в каждом субъекте РФ не может существовать более одной нотариальной палаты, учреждённой для реализации функций, предусмотренных Основами законодательства РФ о нотариате. Принятие данного Постановления привело к тому, что в феврале 1999 г. нотариусы из МНП «влились» в МГНП, а В. С. Репин стал членом Правления МГНП.
23 мая 2001 г. — избран Президентом МГНП. Переизбран в 2005 г. Занимал эту должность до своей смерти от болезни в декабре 2007 г.
Похоронен на Введенском (Немецком) кладбище (29 уч.).

## Оценки деятельности
С одной стороны, в отношении В. С. Репина как одного из высших руководителей «частного» нотариата в России высказываются положительные оценки. В частности, отмечается его вклад в развитие российского законодательства о нотариате, становление и укрепление системы «частного» нотариата, участие российского нотариата в Международном Союзе Латинского нотариата.
С другой стороны, В. С. Репин оказался замешанным в ряде скандалов. В частности, ему в вину «вменялись» угрозы в адрес его преемника на посту Президента ФНП А. И. Тихенко (ставшего жертвой «заказного» убийства в 2001 г.), неуплата взносов МГНП в ФНП, недобросовестность и протекционизм при назначении отдельных московских нотариусов на должности.

## Научная работа
Доктор юридических наук, профессор, действительный член РАЕН, преподаватель МГЮА.
В 1980 г. защитил кандидатскую диссертацию на тему «Криминологические аспекты устной правовой пропаганды», в 1994 г. — докторскую на тему «Организационно-правовые основы построения и деятельности нотариата в России: Теория и практика».
Автор ряда научных работ, в числе которых:
- Репин В.С. Комментарий к Основам законодательства Российской Федерации о нотариате. — М.: ИНФРА-М : Норма, 1998.
- Репин В.С. Настольная книга нотариуса: Теория и практика. — М.: Юридическая литература, 1994. — ISBN 5726007042.